# Đá ong

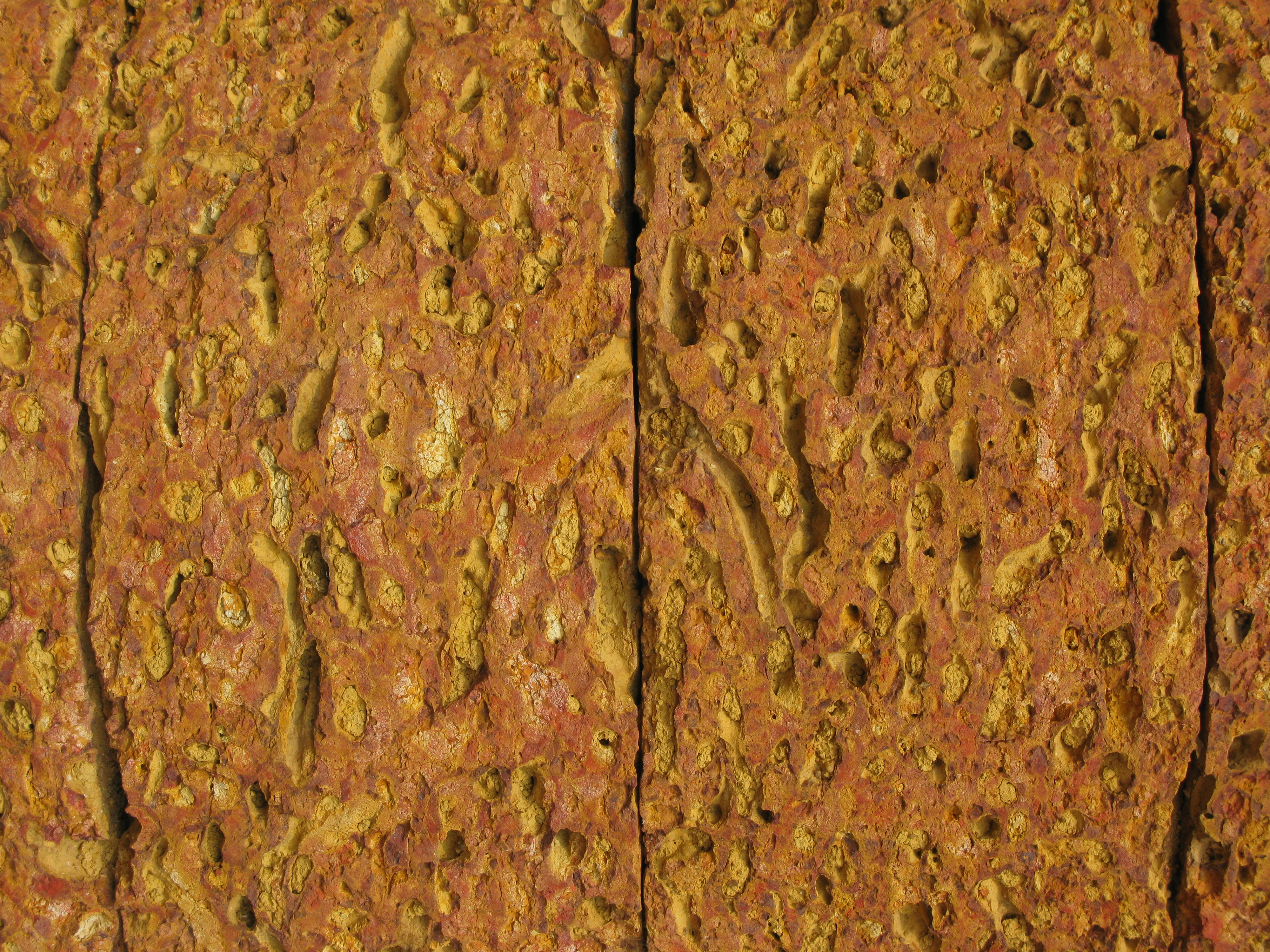
Đá ong ở Sơn Tây, Hà Nội, Việt Nam

Đá ong là loại đá hình thành từ đất giàu chất sắt và nhôm ở vùng nhiệt đới nóng và ẩm ướt. Gần như tất cả các loại đá ong có màu đỏ nâu là bởi vì có các oxit sắt.
Đá ong được tạo ra từ sự phong hóa mạnh mẽ lâu dài của đá mẹ nằm bên dưới. Phong hóa nhiệt đới (laterization) là một quá trình kéo dài phong hóa hóa học trong đó tạo sự phong phú về độ dày, lớp học, hóa học và khoáng vật quặng đất kết quả. Phần lớn các diện tích đất có đá ong nằm giữa các vùng nhiệt đới của chí tuyến bắc và chí tuyến nam.
Trong lịch sử, đá ong được cắt thành hình dạng như gạch và được sử dụng trong xây dựng các đền đài. Sau năm 1000, việc xây dựng tại Angkor Wat và các địa điểm Đông Nam Á khác thay đổi sang khuôn viên các ngôi đền hình chữ nhật xây bằng đá ong và gạch. Ở Việt Nam cũng có nhiều khu vực xây dựng bằng loại vật liệu này, trong đó nổi bật nhất là vùng Xứ Đoài.

## Hình ảnh

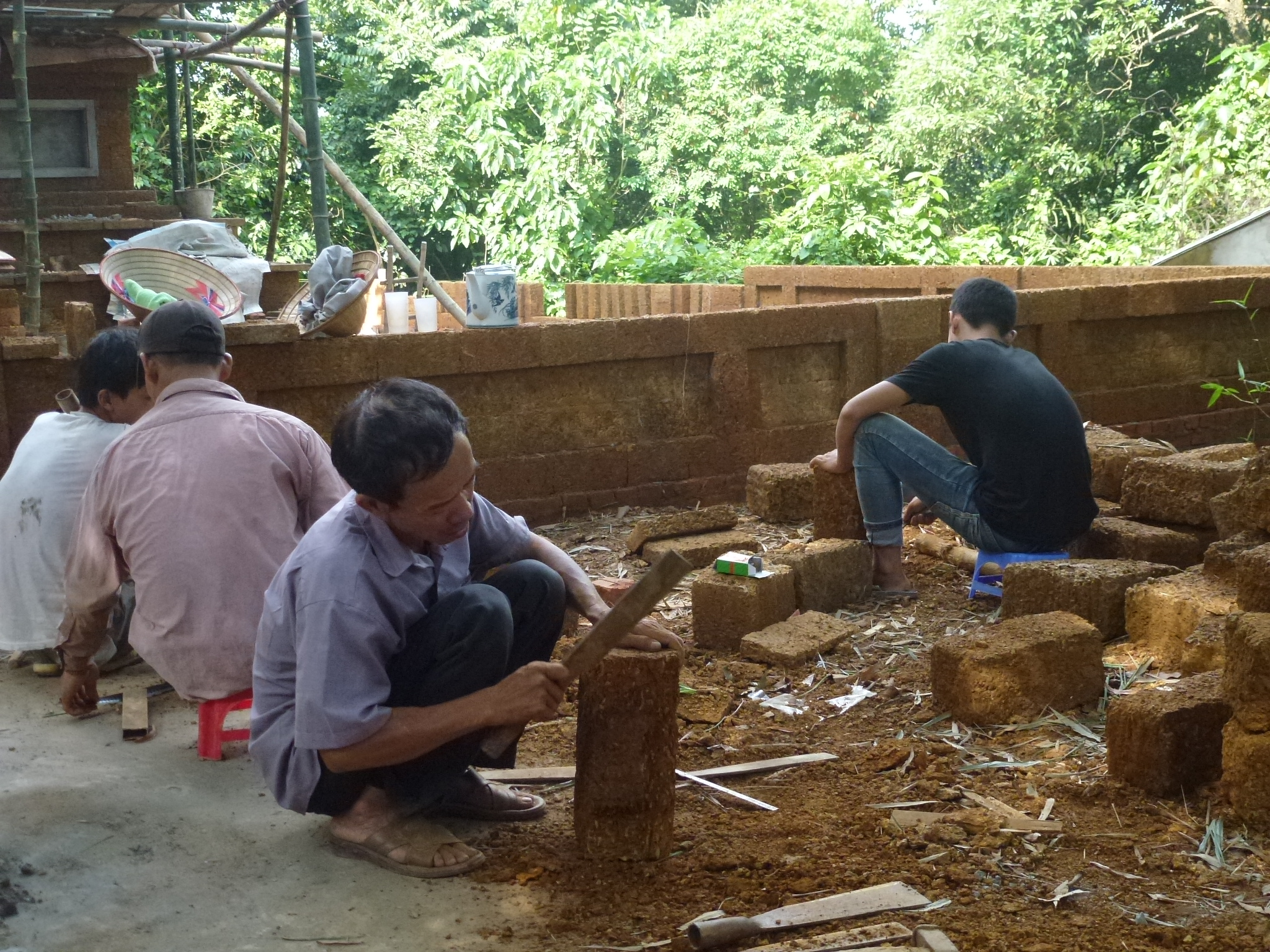
Chế tác đá ong tại chùa Tây Phương, Việt Nam
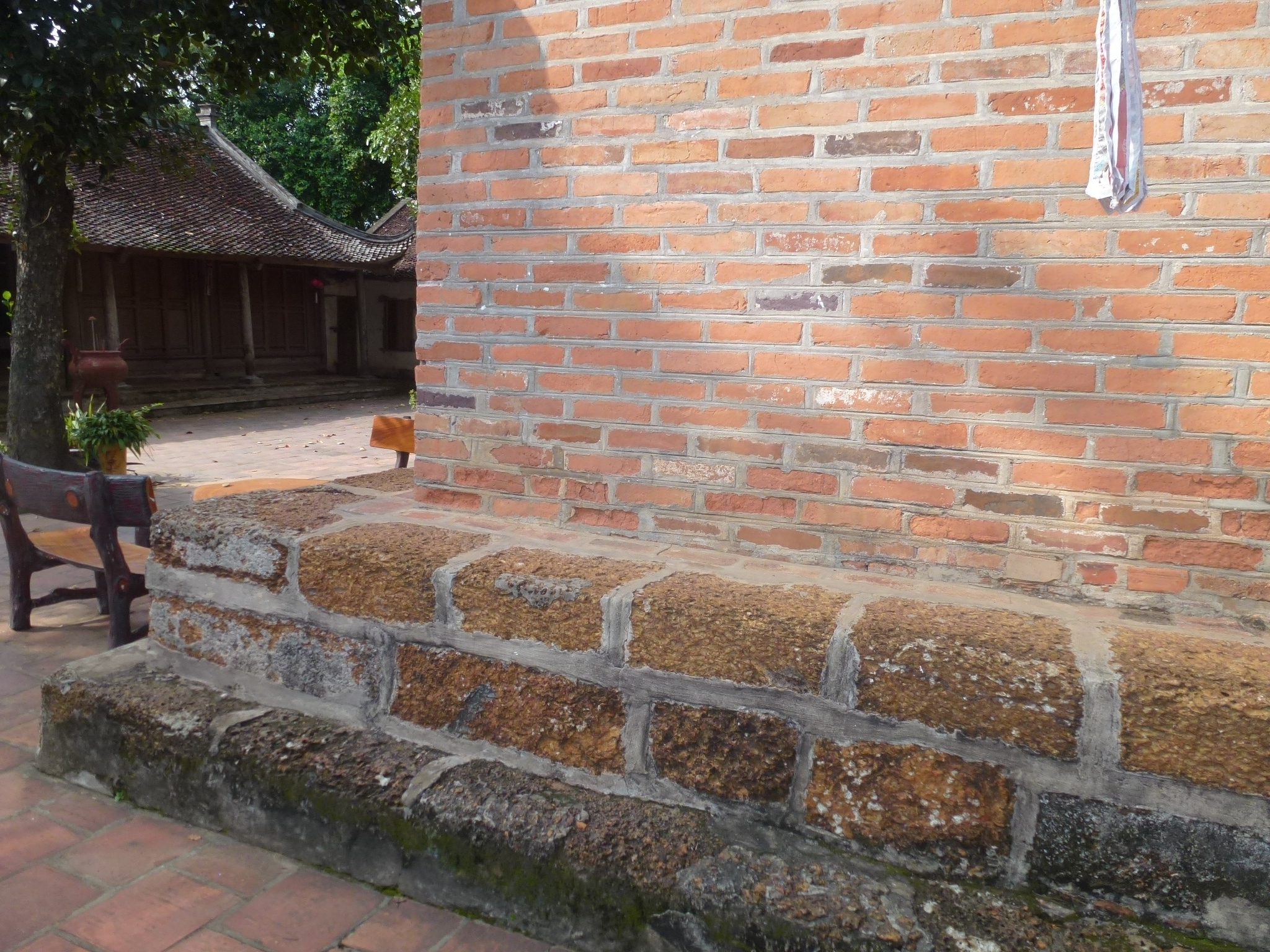
Thềm chùa Tây Phương bằng đá ong
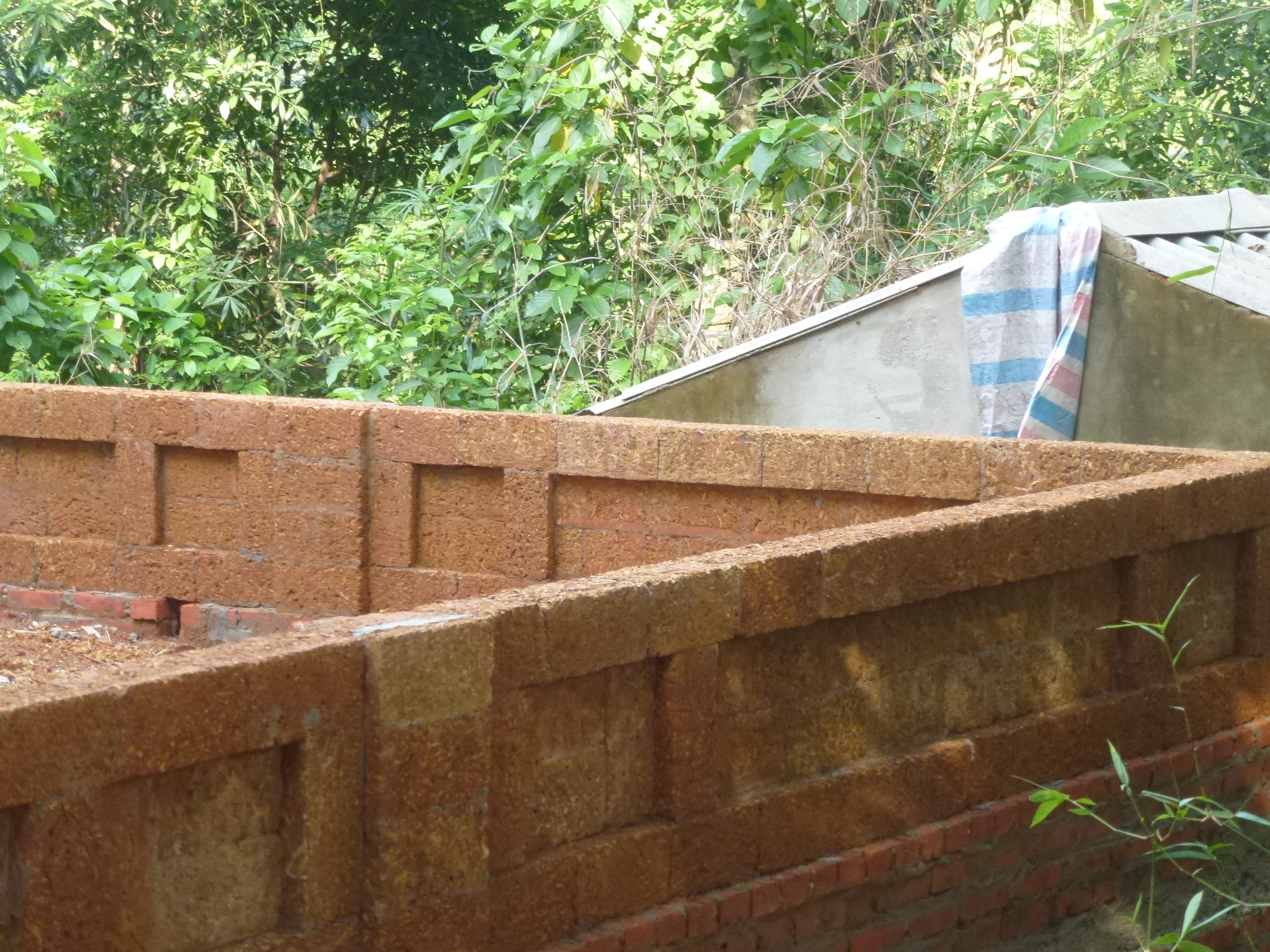
Tường bao bằng đá ong